# Congrès international des femmes

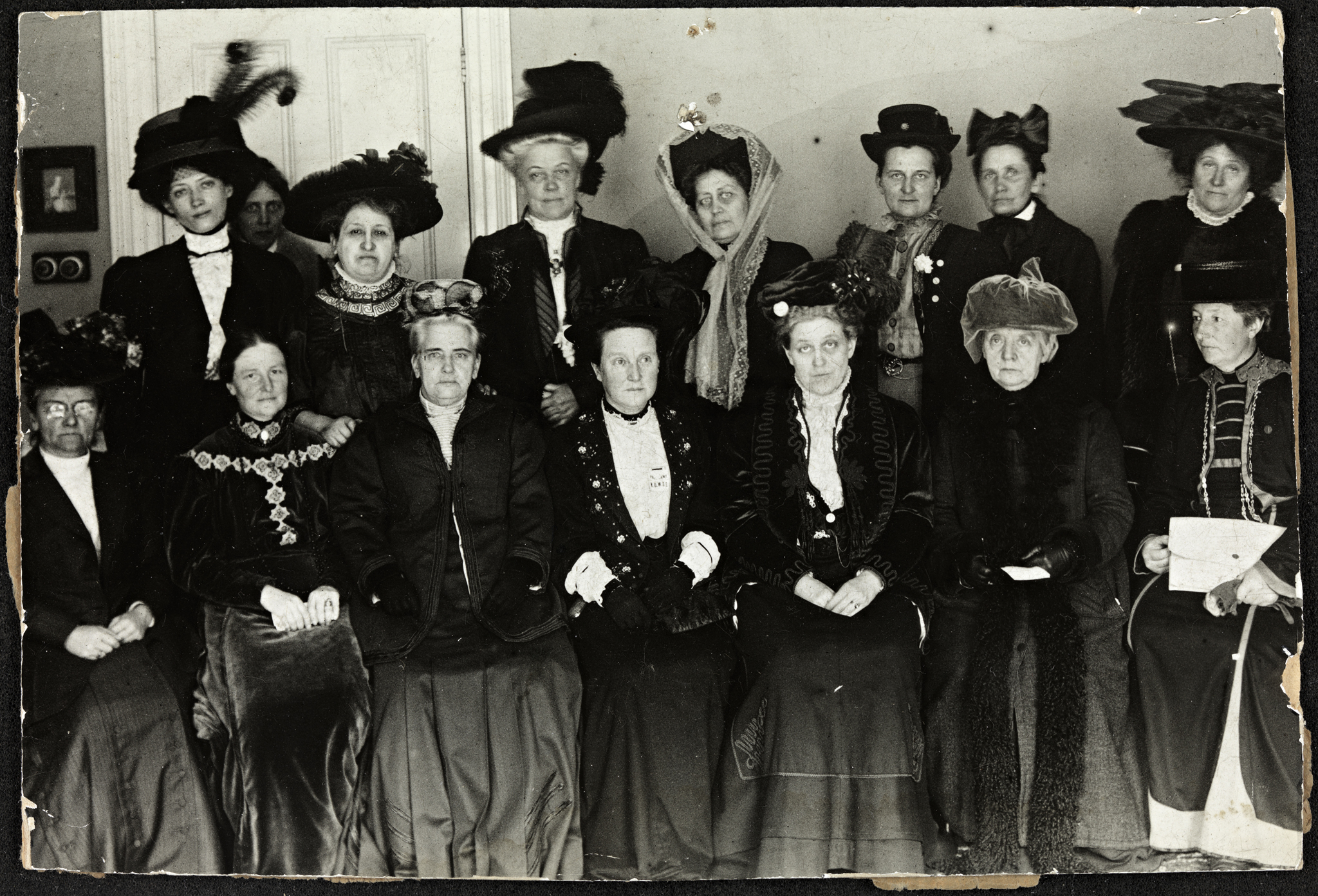
Congrès de l'Alliance pour le suffrage des femmes en 1909 à Londres. En haut, de gauche à droite : Thora Daugaard (Danemark), Louise Qvam (Norvège), Aletta Jacobs (Pays-Bas), Annie Furuhjelm (Finlande), Madame Mirowitch (Russie), Käthe Schirmacher (Allemagne), Madame Honneger (Suisse) et une femme non identifiée. En bas, de gauche à droite : femme non identifiée, Anna Bugge (Suède), Anna Howard Shaw (États-Unis), Millicent Fawcett (présidente, Royaume-Uni), Carrie Chapman Catt (États-Unis), F. M. Qvam (Norvège) et Anita Augspurg (Allemagne).

Les termes conférences ou congrès international des femmes ont été utilisés par plusieurs femmes féministes, suffragistes, pacifistes et/ou socialistes et communistes depuis 1878. Il peut s'agir de congrès fondateurs de grandes organisations internationales de femmes puis de leurs congrès qui se tiennent dans des villes différentes à certaines échéances (AISF, CIF, LIFPL, etc.), de réunions visant à unir des femmes de nombreux pays sur un sujet particulier (pacifisme, socialisme, etc.), ou encore d'évènements organisés en marge ou sous la houlette d'une organisation internationale (exposition universelle, ONU, etc.). De ce fait, ces congrès ne sont pas une suite linéaire de réunions consensuelles mais illustrent la diversité du mouvement féministe international depuis le XIXe siècle, allant des suffragistes bourgeoises aux militantes communistes. 

## Histoire (jusqu'en 1914)
Comme la plupart des mouvements politiques, sociaux et intellectuels de la Belle Époque, le féminisme est touché par la « mode congressiste », qui conduit des personnalités de divers pays liées par un sujet à se retrouver lors de congrès dans un but commun.

### Fondements
Bien que le terme de féminisme n'ait, dans la seconde moitié du XIXe siècle, pas encore de définition claire et soit même plutôt récent (début des années 1890 en France), l'idée féministe (l'historienne Laurence Klejman écrit que « c'est peu de dire que les actes ont précédé le mot ») motive tout au long du siècle la création de mouvements organisés dans de nombreux pays d'Occident, ces groupes partageant les mêmes références critiques à l'égard de la domination masculine et soutenant l'émancipation des femmes. Laurence Klejman poursuit sur le contexte de l'époque : « Quelles que soient les cultures et les nations, le statut des femmes est inférieur et leurs droits quasi inexistants ». Cette prise de conscience féministe, d'abord individuelle chez certains auteurs, devient alors collective. Émergeant à l'échelon local ou national, les associations qui naissent ne partagent cependant pas toujours les mêmes analyses, voire s'affrontent. Elles se créent généralement en lien avec des mouvements sociaux ou politiques particuliers : ainsi, les premières féministes américaines sont des Quakers anti-esclavagistes qui se sont regroupées après qu'on leur a refusé de participer à une convention mondiale des abolitionnistes à Londres, en 1840 : huit ans plus tard, elles organisent la Convention de Seneca Falls et y établissent une liste de revendications. En France, le féminisme s'installe pour durer à la fin des années 1860, après des initiatives ponctuelles en 1830 et en 1848.
Alors que la Révolution industrielle contraint plus qu'avant les femmes à travailler, chez les ouvrières mais aussi dans les petite et moyenne bourgeoisies, les inégalités de salaire, d'emploi et l'exploitation économique favorisent cette prise de conscience féministe. Par ailleurs, alors qu'elles participent désormais aux revenus du ménage, certaines femmes se permettent de remettre en cause les injonctions maritales. En parallèle, quelques pays ouvrent timidement aux femmes l'accès à l'enseignement supérieur, d'où sortent pour la première fois des femmes diplômées, qui soutiennent, en Scandinavie comme aux États-Unis, les initiatives féministes. Dans la lignée des Lumières, ces féministes sont mues par un désir d'égalité et de reconnaissance, afin que les femmes soient désormais comprises dans le principe d'universalité. Selon les courants féministes, cette égalité est cependant différemment perçue (égalité dans la différence, égalité biologique, etc.). Il demeure que les féministes sont très minoritaires et peu audibles à leurs débuts.
Au niveau international, au-delà de ces divergences, les féministes se rejoignent sur quelques revendications fortes, comme l'accès à l'instruction et à tous les emplois, la fin de l'autorité du mari, le droit de témoigner dans les procès et l'autorité parentale, certaines spécificités nationales pouvant s'y superposer. Le droit de vote n'entre dans ces priorités qu'à la fin du siècle. Somme toute, les féministes réclament l'égalité des droits avec les hommes. Les moyens et les buts pour y parvenir différent selon les courants : par petits pas, brusquement, par la réforme politique, our encore par la révolution. Dans tous les cas, elles s'entendent sur la nécessité de changer les mœurs pour rendre leurs demandes acceptables. Elles doivent donc s'organiser pour diffuser leurs idées, au niveau national mais aussi international.

### Associations
En 1869, à Genève, Marie Goegg-Pouchoulin crée l'Association internationale des femmes, la première du genre. Ce groupe communique avec des féministes d'autres pays grâce à la revue Les États-Unis d'Europe. À l'époque, la Suisse ne compte pas de mouvement féministe et la fondatrice espère que du mouvement international naîtra ensuite un groupe national. Comptant peu d'adhérents, l'association a une courte existence, comme la Ligue internationale des femmes, créée par la New-Yorkaise Mrs Gardner. Fondé en 1888 à Washington, le Conseil international des femmes (CIF) est la première organisation internationale pérenne, qui regroupe féministes, philanthropes et syndicalistes. Après une première tentative avortée en 1883, l'Alliance internationale pour le suffrage des femmes (AISF) naît à Berlin en 1904. Liée à l'AISF, la Ligue internationale des hommes pour le suffrage des femmes est fondée en 1911. Ces deux associations, qui existent encore de nos jours, sont les plus importantes au niveau international durant la première vague du féminisme.
En 1908, Marya Chéliga-Loewy crée en France le Congrès permanent du féminisme international, qui souhaite devenir un forum permanent des féministes. En réalité, il permet surtout d'accueillir les féministes de passage dans l'Hexagone, les conférences qui y sont organisées aidant néanmoins les féministes françaises de mieux connaître le féminisme international.

### Conférences et médias
Les conférences que donnent les féministes sont un autre moyen d'accroître leurs liens à l'international. Elles peuvent ainsi créer des réseaux personnels sur des affinités théoriques, comme le font la libre-penseuse française Nelly Roussel et l'Anglaise Sylvia Pankhurst, qui cherche à alerter l'opinion sur les traitements que subissent les suffragettes emprisonnées. Les circulations d'idées sont aussi favorisées par des militantes exilées ou en séjour dans un pays pour leurs études, notamment en France et en Suisse. Plusieurs pays d'Europe de l'Est favorisant l'enseignement du français, les féministes maîtrisant cette langue ont plus de facilité pour s'intégrer, lire et échanger ; la même logique vaut pour le monde anglophone. Au-delà de la langue, les rapprochements sur une base religieuse mobilisent et réunissent dans des groupes certaines féministes, notamment le protestantisme.
La presse féministe est un moyen de communication important, chaque titre national ou local comprenant une rubrique internationale. Les associations internationales diffusent également des bulletins d'information sur leurs activités, par exemple l'AISF via Jus suffragii, dont le nom latin transcende les langues, même si ses versions linguistiques n'existent qu'en anglais, en allemand et en français. Ces médias sont pourtant moins des lieux de débats d'idée que de diffusion d'informations.

### Les congrès liés à des associations
Après leur création, les grandes associations féministes internationales (CIF et AISF) organisent des congrès tous les quatre ans dans un pays différent. Entre 1896 et 1914, elles sont à l'origine de la majorité des congrès qui se tiennent presque chaque année, les autres étant par exemple liés aux expositions universelle (voir infra). La localisation des congrès des associations est décidée par leur Bureau directeur (où siègent les représentantes des associations nationales qui leur sont affiliées). L'association nationale dont le pays a été choisi pour accueillir un congrès est chargée de son organisation, pouvant solliciter les autorités locales et gouvernementales pour obtenir une aide financière ou matérielle. Elle doit aussi mobiliser la presse afin que le congrès ait de l'audience ; qu'importe si les médias sont critiques, il faut que les idées féministes soient diffusées. Elle peut aussi demander à des personnalités politiques ou artistiques de patronner le congrès, ce qui est souvent perçu comme une marque de reconnaissance de la justesse du combat féministe par les militantes.
Les associations nationales tiennent par ailleurs des congrès nationaux chaque année, où des représentantes étrangères sont invitées.
S'étalant sur trois ou quatre jours, les congrès internationaux suivent un emploi du temps thématique couvrant plusieurs grands sujets (« droits civils, suffrage, éducation, travail, maternité » note Laurence Klejman). Des rapports détaillés sont présentés, parfois suivis de vœux. Il est cependant difficile d'avoir une approche globale tant les législations divergent selon les pays. Les déléguées présentes au congrès sont prévenues à l'avance du programme et leurs communications sont préparées. Il demeure que ces congrès féministes d'association ont une approche qui laisse plus de place aux diversités de situation à l'international que les congrès féministes qui se tiennent sans lien avec une association, où c'est surtout la situation nationale du pays accueillant qui est exposée aux participantes. En règle générale, les congrès sont encore une fois moins un lieu de débats que de présentation documentaire et les déléguées votent rarement des motions d'orientation, qui sont généralement prises par le Bureau directeur lors de ses réunions. En cas de vote, seules les déléguées participent, même si le public peut prendre part aux discussions. Lors des congrès liés à des associations, les déléguées sont des membres des associations nationales affiliées, tandis que dans les congrès « indépendants », il s'agit de représentants (hommes ou femmes) qui ne sont pas forcément féministes et peuvent être envoyés par un syndicat ou une œuvre philanthropique.
En plus des réunions, le programme du congrès prévoit pour ses membres des visites de musées, de refuges ou encore d'écoles. Un banquet est aussi prévu, marquant symboliquement le lien convivial qui unit ses membres, leur permettant par ailleurs de se tisser un réseau international féministe. Des journalistes y sont aussi invités. Le banquet est commun à la plupart des congrès qui se déroulent sur de multiples sujets à l'époque, même si les congrès féministes y apportent une « touche féminine » par des productions artistiques de ses militantes (chants féministes, saynètes), des ornements mettant en valeur les couleurs du féminisme (vert et violet) et une décoration florale. Les titres honorifiques donnés à l'occasion du congrès (présidente, vice-présidente, etc.) sont par ailleurs très appréciés des déléguées, rares marques de pouvoir alors que le monde politique masculin les leur refuse.
Ces congrès permettent finalement de promouvoir le féminisme et d'échanger au niveau international des informations que ses membres sont les seules à produire ou à synthétiser (statistiques, enquêtes de terrain, sondages). Les contacts internationaux permettent de comparer les situations et de s'enrichir d'expériences différentes, mais tout en gardant certaines limites : en effet, les associations féministes internationales n'ont pas de pouvoir sur les associations nationales qui leur sont affiliées, les laissant libres de leurs choix et initiatives, selon leurs propres appréciations culturelles, sociales et politiques. En définitive, ces congrès permettent d'asseoir le caractère universel du féminisme, de partager des problèmes communs légitimant la détermination de ses membres à vouloir les résoudre, et ce dans un sentiment d'émulation collective. Cette « internationalisation » des problèmes auxquels les féministes sont confrontées leur sert d'argument pour recruter de nouveaux membres et séduire la presse. Réussite médiatique, ils ne parviennent cependant pas à faire pression sur les gouvernements, leurs résolutions restant des vœux pieux. Enfin, l'absence de ligne directrice internationale des grandes associations féministes, si elle permet une souplesse pour regrouper des membres aux vues divergentes, les contraint à une « certaine inertie ». Quand la guerre éclate en 1914, elles ne peuvent ainsi pas formuler de position commune. Si en 1927 Léon Abensour parlait d'« Internationale féministe » pour évoquer ces associations internationales et leurs congrès, Laurence Klejman relativise cette vision, les organisations féministes internationales ne pouvant être comparée avec la force de l'Internationale socialiste. Cependant, associations et congrès participent à promouvoir, au moins symboliquement, l'universalité du féminisme.

### Les congrès liés aux expositions universelles de Paris (1878, 1889 et 1900)
Les congrès indépendants des associations internationales féministes prennent racine dans le contexte du développement général des congrès internationaux, tenus de manière irrégulière en marge des expositions universelles. Cela s'explique, note l'historienne Anne Rasmussen, par « l'attraction compréhensible exercée par le choix d'un lieu de réunion internationale : une grande ville, un public assemblé, une attention médiatique ».
À la différence des congrès liés aux sujets scientifiques, les congrès à programme idéologique, politique ou religieux (donc les congrès de femmes) n'ont en général pas, à l'origine, de statut officiel dans les expositions universelles qui se déroulent à Paris. Il arrive ensuite que le sujet féministe se divise entre un congrès reconnu par les autorités de l'exposition (disposant donc d'une aide publique) et un autre, non officiel (qui n'a en conséquence aucun financement). En 1878, le congrès féministe qui se tient à Paris n'est par exemple pas reconnu par les autorités. À l'exposition de 1889 cohabitent un congrès officiel (congrès des œuvres et institutions féminines présidé par Jules Simon) et un non reconnu (congrès du droit des femmes, considéré comme trop radical) puis, à celle de 1900, deux congrès officiels (un congrès des œuvres présidé par Sarah Monod et un congrès de la condition de la femme présidé par Maria Pognon) et un non officiel (congrès catholique des œuvres de femmes, pourtant le féminisme le plus modéré, présidé par Marie Maugeret).
Il faut préciser que les congrès traitant des œuvres s'inscrivent dans la section X (sciences sociales) des expositions alors que les congrès des droits sont compris dans la section IX (économie politique), induisant donc une contrainte sur les thèmes qui y seraient abordés. Ainsi, le congrès féministe non officiel de 1889 est le résultat d'une scission du congrès officiel, certaines de ses membres n'acceptant pas que le congrès soit rangé parmi les « œuvres », donc forcément moins revendicatif. Signe de libéralisation, le groupe d'économie politique institue à partir de 1900 un congrès de la condition et des droits de la femme, géré par une commission de 45 membres issues de la Ligue pour le droit des femmes de Maria Pognon, de la Société l'Égalité de Mme Vincent et de la Réforme légale des femmes et des mineurs de Mme Coignet ; il est donc pris en charge par l'exposition mais est, en conséquence, soumis à davantage de contrôles. Les deux congrès de 1900 sont importants car ils donnent lieu à la formation de l'association française affiliée au CIF, officiellement créée l'année suivante sous le nom de Conseil national des femmes françaises, qui regroupe la majorité des associations féministes et œuvres féminines de l'Hexagone.
Afin de ne pas s'impliquer dans des querelles féministes souvent nationales, les féministes étrangères envoient des représentantes à tous les congrès, qu'ils soient officiels ou non.

## Paris, 1878
Le premier congrès international des droits de la femme se réunit à Paris en 1878, à l'occasion de l'exposition universelle. De nombreux représentantes y participent et sept résolutions y sont adoptées, à commencer par l'idée que « la femme adulte est l'égal de l'homme adulte ». Le sujet du vote des femmes a été délibérément évité car il était trop controversé et non soutenu par toutes les participantes. Hubertine Auclert avait écrit un discours demandant le droit de vote pour les femmes françaises mais n'a pas été autorisée à le présenter et finalement le publie plus tard. Emily Venturi a prononcé un discours de clôture dans lequel elle déclare :

« Hier soir, un homme qui paraissait un peu sceptique sur les avantages de notre congrès, me demanda : « Eh bien, madame, quelle grande vérité avez-vous proclamée au monde ? ». Je lui ai répondu : « Monsieur, nous avons proclamé que la femme est un être humain. Il rit. - Mais, madame, c'est une platitude. - Mais quand cette platitude... sera reconnue par les lois humaines, la face du monde sera transformée. Certes, alors, il ne sera plus nécessaire pour nous de nous réunir en congrès pour exiger les droits de la femme. »

— Karen Offen, European Feminisms : A Political History, 1700-1950, 2000

## Paris, 1889
En 1889 se déroule à Paris, en marge de l'Exposition universelle, le premier congrès des œuvres et institutions féminines, organisé par Isabelle Bogelot et Émilie de Morsier. Sarah Monod fait partie du comité du congrès présidé par Jules Simon. Elle décide, pour ne pas laisser retomber l'élan, de réunir chaque année « toutes les femmes s'intéressant à la philanthropie » : la conférence de Versailles - que Sarah Monod présidera 20 ans - est née. Le rendez-vous est international, accueillant des femmes de toute l'Europe, des États-Unis mais aussi du continent africain (Lesotho, Sénégal). Dans le comité siègent les grandes figures de la philanthropie protestante : Julie Siegfried, Isabelle Bogelot et Émilie de Morsier. Les rapports consacrés à la législation, l'hygiène, l'éducation ou l'assistance, sont publiés dans la revue La Femme. Virginie Griess-Traut, vice-présidente du congrès, s'y exprime en faveur de la mixité dans les écoles,.

## Chicago, 1893
Il se tient à Chicago dans le cadre de l'Exposition universelle de 1893.

## Paris, 1896
Ce Congrès international féministe se tient à Paris, à l’hôtel des Sociétés savantes le 9 avril 1896.
Maria Pognon y est nommée présidente tandis qu'Anna Féresse-Deraismes est présidente d'honneur et Eugénie Potonié-Pierre en est la secrétaire. On retrouve parmi les participantes Maria Pognon, Marie Martin, Marie Popelin, Marya Chéliga-Loewy et Louise Koppe.
Léopold Lacour contribue à ce congrès, où est discuté l'enseignement mixte et lors duquel il y eut beaucoup de disputes et peu d’accords. Marie Léopold-Lacour est intervenue avec une présentation décrivant l’état des écoles mixtes en Europe et répondu aux adversaires de l'enseignement mixte. Bon nombre des éléments de sa présentation étaient tirés de l’œuvre de Léopold Lacour. L’orphelinat Prevost, la première école mixte en France, dont Paul Robin, le pédagogue libertaire connu en particulier pour y avoir développé l'éducation intégrale, était le directeur, a fait l’objet de beaucoup d’attention. Lacour et Pauline Kergomard ont réussi à obtenir un accord sur la résolution finale, en faveur du changement pour l'enseignement mixte dans tous les pays.
C'est là que naît l'engagement féministe de Marguerite Durand. L'année suivante, elle fonde le journal La Fronde.

## Berlin, 1896
Un congrès international des femmes se déroule en septembre 1896 à Berlin, accueillant 1700 participantes issues de nombreux pays. « Curieuse ambiance que ce symposium où se succèdent exhortations militantes, arides exposés macroéconomiques et parades en costumes traditionnels » note Le Monde. Âgée de 26 ans, l'Italienne Maria Montessori s'y fait remarquer pour deux interventions, sur l'analphabétisme et les inégalités salariales.

## Londres, 1899
Le Congrès international des femmes de 1899 (26 juin - 27 juillet) est convoqué par le Conseil international des femmes en même temps que sa deuxième réunion quinquennale. Le congrès est divisé en 5 sections thématiques : éducation, monde professionnel, politique, social et industrie et pouvoir législatif. Les actes du congrès ont été édités par la comtesse Ishbel Hamilton-Gordon, qui était à l'époque présidente du Conseil international des femmes,.

## Berlin, 1904
Ce congrès de juin 1904 se concentre sur quatre grands thèmes : l'éducation, le travail social / les institutions, la situation juridique des femmes (en particulier le droit de vote) et les professions ouvertes aux femmes. Des responsables du Conseil des femmes allemandes sont chargées d'organiser le congrès, lors duquel est créé l'Alliance internationale pour le suffrage des femmes. Outre Susan B. Anthony, l'Afro-Américaine Mary Church Terrell y prononce un discours.

## Stuttgart, 1907
La première conférence internationale des femmes socialistes est le congrès fondateur de l'Internationale socialiste des femmes. Cette conférence, tenue à Stuttgart (Allemagne) le 17 août 1907, rassemble 59 membres venues de 15 pays différents, représentantes d'organisations de femmes socialistes. L'évènement est accolé au Congrès socialiste international, débuté le lendemain dans les mêmes locaux.

## Amsterdam, 1908
Isabella Ford assiste à ce congrès de juin 1908. Une autre femme importante y prend la parole, Carrie Chapman Catt, évoquant l'importance de l'histoire des femmes dans l'histoire du monde. Des participantes viennent d'Afrique du Sud et d'Australie et un délégué masculin de la Ligue des hommes de Grande-Bretagne pour l'émancipation des femmes est également présent.

## Toronto, 1909
Ce congrès (24-30 juin 1909) se tient sous les auspices du Conseil national des femmes du Canada, immédiatement après la quatrième réunion quinquennale du Conseil international des femmes. Des sessions ont été consacrées à l'éducation, à l'art, à la santé, aux industries, aux lois concernant les femmes et les enfants, à la littérature, aux professions féminines, au travail social et à la réforme morale. Parmi les conférencières, on note la présence de Jane Addams, Elizabeth Cadbury, Anna Hvoslef, Millicent Leveson-Gower, Rosalie Slaughter Morton, Eliza Ritchie, Alice Salomon et May Wright Sewall.

## Copenhague, 1910

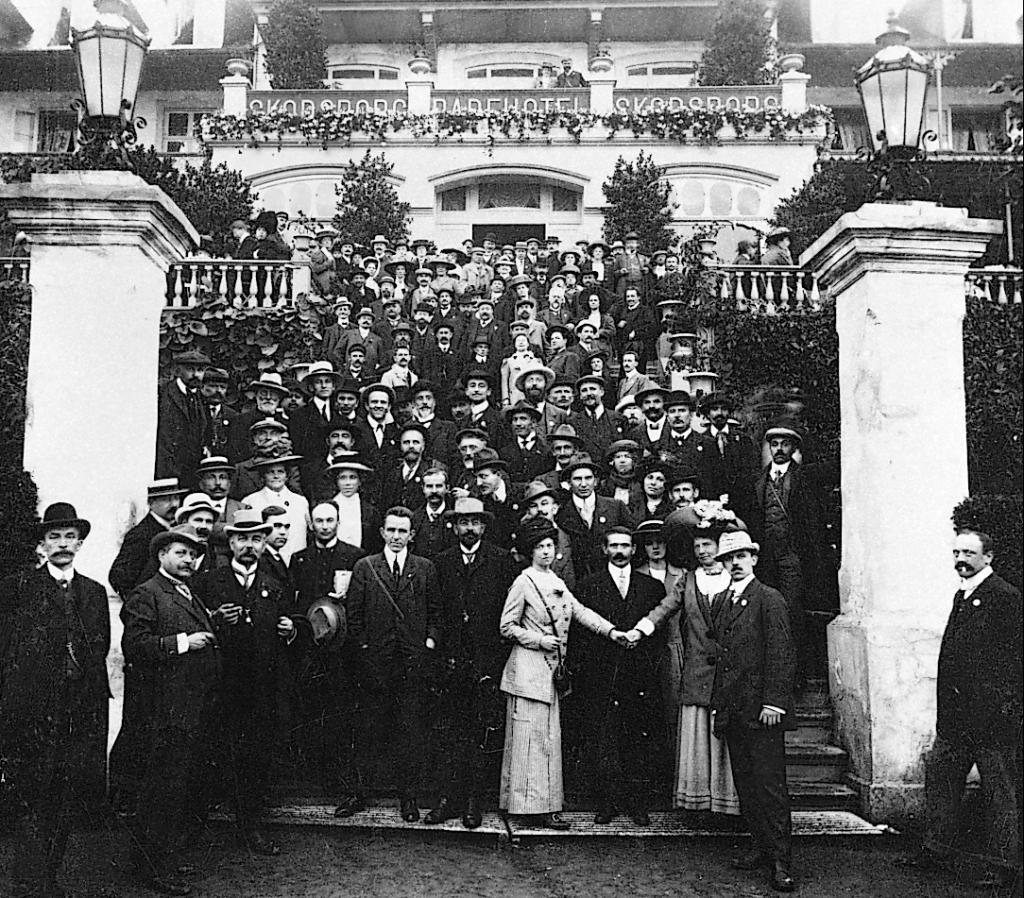
Au centre, Clara Zetkin et Alexandra Kollontaï au congrès de l'Internationale socialiste des femmes de Copenhague.

La deuxième conférence de l'Internationale socialiste des femmes se tint en 1910 à Copenhague. Elle rassembla presque deux fois plus de déléguées que la précédente conférence de 1907. La présidente Clara Zetkin fit un discours où elle compara la croissance du mouvement socialiste féminin au début du christianisme (« d'abord un, puis douze, puis cent, mille, des millions »). Elle fut réélue par acclamation. 
Sur proposition de Clara Zetkin et d'Alexandra Kollontai, il fut décidé d'organiser annuellement une Journée internationale des Femmes, dont la première eût lieu le 19 mars 1911.

## Stockholm, 1911
Ce congrès de juin 1911 est dirigé par Carrie Chapman Catt. Huit hommes originaires Grande-Bretagne, des États-Unis, de France, d'Allemagne et des Pays-Bas y créent l'Alliance internationale masculine pour le suffrage des femmes.

## Berne, 1915
Du 16 au 28 mars 1915, en pleine période d'« union sacrée » (soutien patriotique lors de la Première Guerre mondiale), l'Internationale socialiste des femmes réunit à Berne (pays neutre) un congrès international des femmes pour la paix, sous la houlette de Clara Zetkin. Des femmes issues de tous les pays belligérants déclarent alors la « guerre à la guerre », conformément aux principes originels de l'Internationale socialiste. Le journal officiel de l'ISF, Die Gleichheit, publie alors :
« 
Pendant que la grande Internationale socialiste, notre fierté à tous, notre espérance, s'effondrait sous le feu des petits calibres, des munitions, des projectiles, la petite Internationale des femmes témoignait de son inébranlable vie intérieure. Par-dessus les champs de bataille, les camarades-femmes de toutes les nations se cherchèrent, dans la fidélité de leurs convictions, et leurs sœurs des pays neutres les aidèrent à se trouver.
 »
Comme la grande majorité des organisations féministes du monde, le Bund Deutscher Frauenvereine (BDF, plus importante association féministe d'Allemagne) soutient l'union sacrée. Les responsables du BDF s'en prennent alors au congrès de Berne, « une conférence corporatiste de femmes qui ne sont mandatées par personne, trahissent l’ordre et les règles des associations et des partis auxquels elles adhèrent et veulent s’occuper des problèmes de haute responsabilité... Nous avons déjà eu le triste exemple de la Conférence de La Haye ! ».

## La Haye, 1915
Ne doit pas être confondu avec Congrès de La Haye.

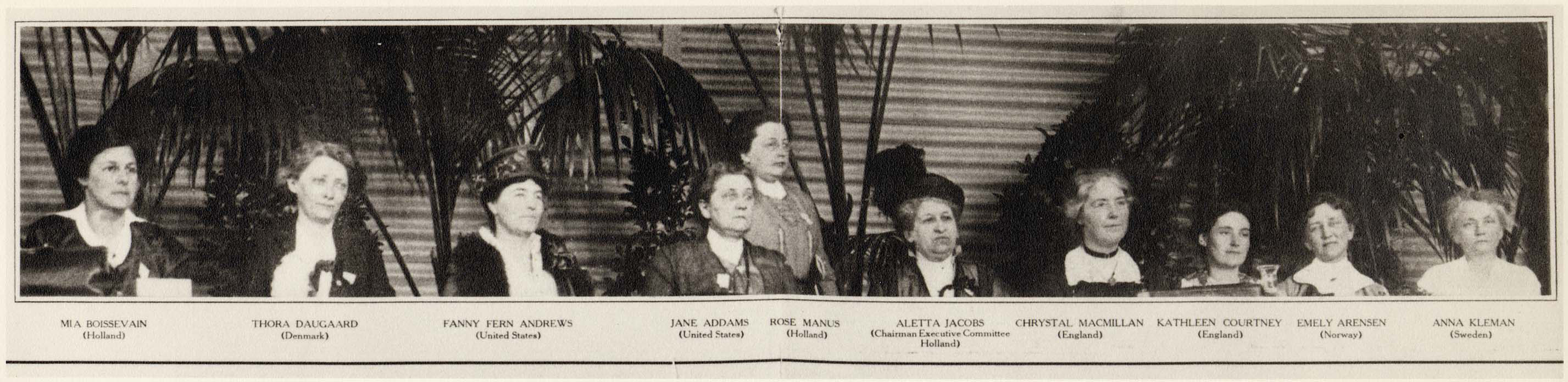
Tribune avec les principales déléguées au congrès de La Haye : Maria Boissevain (Pays-Bas), Thora Daugaard (Danemark), Fannie Fern Andrews (États-Unis), Jane Addams (États-Unis), Rosa Manus (Pays-Bas), Aletta Jacobs (Pays-Bas), Chrystal MacMillan (Grande-Bretagne), Kathleen Courtney (Grande-Bretagne), Emily Arnesen (Norvège) et Anna Kleman (Suède).

Ce congrès (avril-mai 1915), également connu sous le nom de « congrès des femmes pour la paix » ou plus simplement « congrès de La Haye (en) » (dans la confusion, on parle aussi du « premier congrès international des femmes ») fait partie intégrante du mouvement émergent des femmes pacifistes. Plus de 1200 déléguées de 12 pays y discutent des propositions pour mettre fin à la Première Guerre mondiale par la négociation. 
Le congrès est une scission du mouvement féministe international, alors que la majorité des féministes de l'époque font le choix de soutenir leur gouvernement national et l'effort de guerre qui en découle, souvent en espérant que cet engagement jouera à la fin du conflit pour qu'elle obtiennent le droit de vote. 
Deux participantes, Jane Addams et Emily Greene Balch, recevront plus tard le prix Nobel de la paix. Parmi les autres personnalités présentes figurent Linda Gustava Heymann (l'une des 28 déléguées allemandes), Emmeline Pethick-Lawrence, Emily Hobhouse et Chrystal MacMillan, venues de Grande-Bretagne, Rosika Schwimmer de Hongrie, Aletta Jacobs des Pays-Bas, Emilia Fogelklou de Suède et Eugénie Hamer, Marguerite Sarten et  Léonie La Fontaine de Belgique.
Le gouvernement français empêche la participation d'une délégation française et la délégation britannique, qui compte 180 membres, est gravement réduite par la suspension du service de ferry entre Folkestone et Flessingue,.
Le Comité international des femmes pour la paix permanente est créé.
En septembre 1915, une délégation se rend aux États-Unis pour rencontrer le président Woodrow Wilson, afin de présenter la proposition d'une Ligue des pays neutres, qui pourrait aider la médiation afin de mettre fin à la guerre. Elle ne voit pas le jour.
Lors du congrès de Zurich, en 1919, le comité devient la Ligue internationale des femmes pour la paix et la liberté.

## Zurich, 1919
Ce congrès de mai 1919 a eu lieu en même temps que celui permettant la signature du traité de Versailles et accueille plus de 200 femmes venant de 17 pays. Une participante remarque que la délégation allemande était « cicatrisée par la faim et les privations ; elle était à peine reconnaissable ». Lors de ce congrès, les personnalités du congrès de La Haye se rassemblent dans une nouvelle organisation, la Ligue internationale des femmes pour la paix et la liberté (LIFPL),.

## Vienne, 1921
Il s'agit du nouveau congrès triennal de la LIFPL. Ce congrès de juillet 1921 se clôt par une brève résolution intitulée « Révision des traités de paix ».

« Estimant que les Traités de paix contiennent les germes des nouvelles guerres, le Congrès déclare qu'une révision des Conditions de paix est nécessaire et décide de faire de ce sujet sa tâche principale. »

La LIFPL (féminisme pacifiste), comme l'Alliance internationale des femmes ou le Conseil international des femmes (féminisme réformiste), organise à des échéances régulières, des congrès internationaux afin de renouveler sa direction internationale et voter des résolutions.

## Paris, 1937
Lors de l'exposition universelle de 1937 se tient un Congrès international des activités féminines, auquel participe la Société des agrégées.

## Barcelone, 1937
À l'instigation de Dolors Piera, première femme à siéger à la mairie de Barcelone, le Parti socialiste unifié de Catalogne organise du 6 au 8 novembre 1937 un « congrès national des femmes » au palais de la musique catalane de Barcelone qui donne naissance à l'« Union des femmes de Catalogne », organisation qui entend associer les combats féministe et antifasciste dans le contexte de la guerre d'Espagne,,. L'Union des femmes de Catalogne va s'imposer comme l'une des principales organisations féministes espagnoles sous la République.

## Paris, 1945
Congrès fondateur de la Fédération démocratique internationale des femmes (FDIF), nouvelle organisation internationale de femmes, sous orbite communiste.

## Copenhague, 1960
La Rencontre internationale des femmes se tient dans la capitale danoise afin de célébrer le cinquantenaire de la Journée internationale des femmes. Elle rassemble un millier de femmes.

## Conférences liés à l'Année internationale des femmes
L'ONU est fondée en 1945 et sa charte mentionne l'égalité entre hommes et femmes. Jusqu'aux années 1970, l'ONU travaille à codifier et recenser les droits et les statuts des femmes dans tous les pays. Mais ces aspects formels et juridiques étant finalement jugés insuffisants pour assurer concrètement l'égalité, il est décidé d'organiser une conférence mondiale sur le sujet afin de pointer la persistance des discriminations les visant et de travailler à les faire disparaitre.

La Première dame des États-Unis Hillary Clinton lors de son intervention à la conférence de Pékin (Chine), en 1995.

En 1975, proclamée Année internationale de la femme, se tient donc la conférence mondiale des femmes de Mexico (en), qui permet d'engager le dialogue et d'adopter un Programme d'action. Suivent celles de Copenhague (1980) (en), qui donne lieu à une évaluation des progrès engagés, identifie les causes qui empêchent encore d'atteindre l'égalité réelle et définit de nouveaux objectifs, Nairobi (1985) (en), où de nouvelles approches, et sur des thématiques plus larges, sont pensées pour résoudre ce qui n'avait pas fonctionné jusque là, et qui notamment dans les pays en développement n'avait aidé qu'une minorité de femmes, Pékin (1995), lors de laquelle a lieu une prise en compte de l'importance structurelle du genre, identifie douze domaines sur lesquels agir et invite les gouvernements à entrevoir chaque future décision politique selon ses effets sur les hommes et sur les femmes, puis Mexico et Paris (2021) dans le cadre du Forum Génération Égalité.
Ces conférences sont un tournant dans l'histoire de l'ONU, puisque dans ce cadre les femmes ne sont plus dans une démarche passive d'attente de changement mais participent activement à améliorer leur condition. En 2000, l'ONU estime ainsi que ces conférences « ont été le moyen de placer la question de l'égalité entre les sexes au cœur de l'agenda mondial. Elles ont permis de grouper la communauté internationale autour d'un ensemble d'objectifs communs, assorti d'un plan d'action effectif pour la promotion générale des femmes, dans toutes les sphères de la vie publique et privée ».

## Conférences
- Francisca de Haan (en), « Les organisations internationales de femmes : agents et cibles de la guerre froide », Maison de la recherche, 28 rue Serpente (Paris).